# تل ريد (نيويورك)
تل ريد، هو جبل يقع في جبال كاتسكيل بنيويورك شرق - جنوب وادي فروست. يقع جبل وودهول شمال شرق تل ريد.